# Silva João
João Paulo Silva (São Paulo, 21 de dezembro de 1990), conhecido como Silva João, é um ilustrador, quadrinista e cantor brasileiro. Conhecido pelo seu trabalho majoritariamente composto por webcomics, venceu o 32º Troféu HQ Mix na categoria Web Tira.

## Biografia
Silva nasceu em São Paulo, mas cresceu na cidade de Rio Claro, no interior do estado. Quando criança, chegou a atuar em comerciais para a televisão local. Apesar de inicialmente ter demonstrado interesse em pintura, ao ingressar no curso de Letras da Universidade de São Paulo (FFLCH-USP), Silva se dedicou a estudar desenho e ilustração.
Após cogitar largar a produção de arte, foi convencido por seus amigos a publicar sua obra HQ de Briga em seu perfil no Twitter. A publicação viralizou rapidamente na rede social, o que o motivou a continuar o desenvolvimento da obra. Em 2018, Silva lançou sua primeira HQ, Combo Breaker, em parceria com Angelo Dias. Em julho de 2019, João foi aprovado para integrar a ala dos artistas da Comic Con Experience, evento realizado anualmente em São Paulo. A versão física de HQ de Briga foi oficialmente lançada durante o evento, após uma campanha de financiamento coletivo que alcançou mais do que o dobro de sua meta inicial. Tanto Combo Breaker como HQ de Briga foram impressas e lançadas pela editora independente Atelier Compacto, gerida por Priscila Tioma, sua companheira.
Em 2020, foi nomeado em duas categorias do Troféu HQ Mix: "Novo talento: roteirista" e "Web tira", consagrando-se como vencedor da segunda. No mesmo ano, o quadrinista iniciou a série de webtiras Pelas Ruas de Açucena, que se baseia livremente em suas experiências crescendo no interior do Brasil.
Em 2023, fundou a banda Paspalho, na qual atua como cantor e guitarrista. 

## Prêmios
- 2020 — Vencedor na categoria Web Tira do 32º Troféu HQ Mix[8][10]

## Singles
- Cigarro de Neném - Paspalho (2023)